# Oberland (Berna)

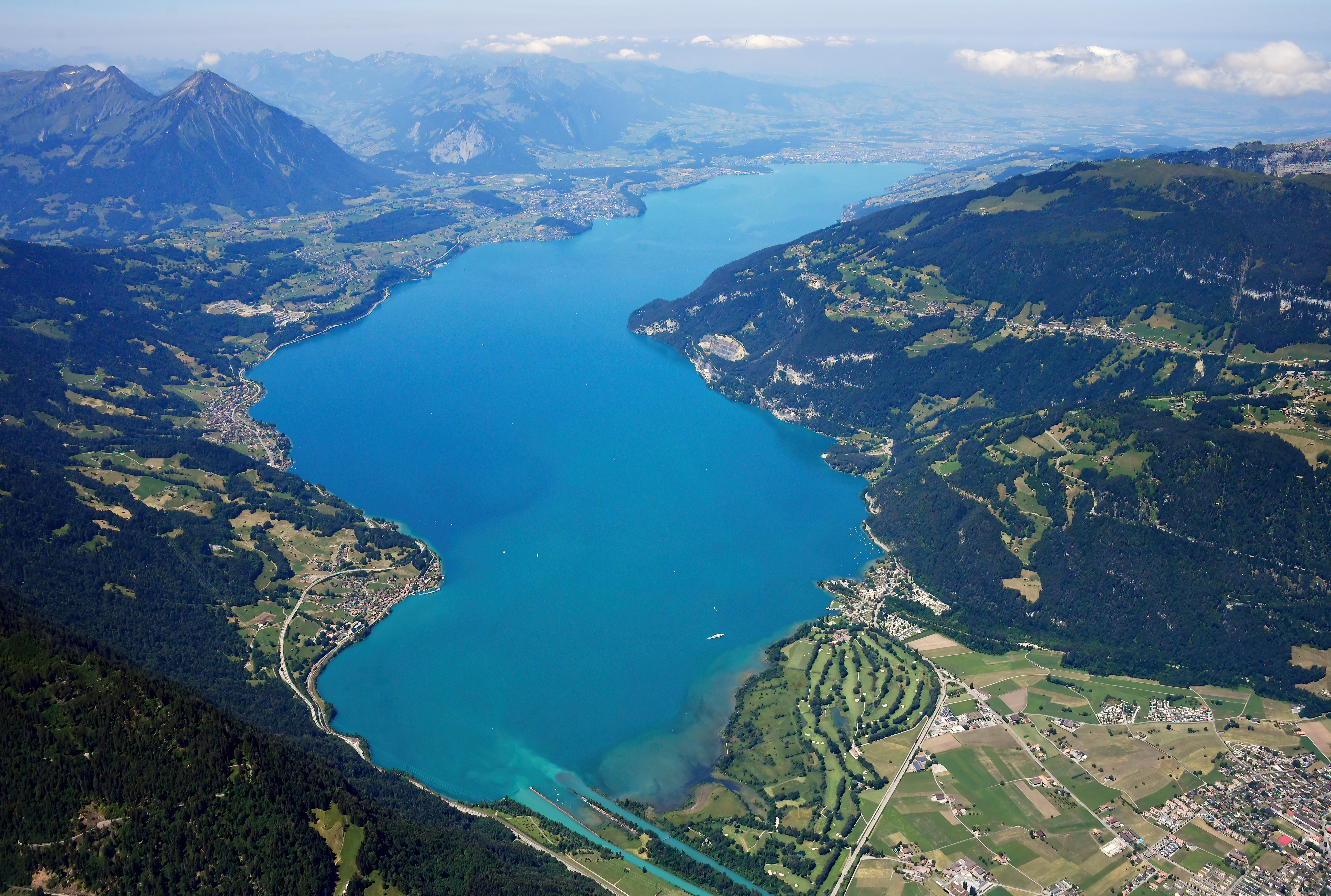
Vista aérea del lago de Thun.

El Oberland bernés es la región más elevada del cantón de Berna, situada al sur del cantón y que incluye las zonas del lago de Thun, del lago de Brienz y los Alpes berneses.
Se considera que los distritos siguientes pertenecen al Oberland:
- el distrito de Thun,
- el distrito de Interlaken,
- el distrito de Oberhasli,
- el distrito de Frutigen,
- el distrito de Obersimmental,
- el distrito de Niedersimmental, y
- el distrito de Saanen.

- Datos: Q475403
- Multimedia: Berner Oberland / Q475403